# Anguilla breviceps
Anguilla breviceps là một loài cá chình trong họ Anguillidae. Chúng được các nhà sinh vật học Y.T. Chu và Jin mô tả vào năm 1984. Chúng là loài cá chình cận nhiệt đới, thường được phát hiện ở các vùng nước ngọt tại Trung Quốc.